# Gloucester Nemzeti Park
A Gloucester Nemzeti Park Nyugat-Ausztráliában található Perthtől 281 kilométernyire délre, Pemberton településtől három kilométernyire.
A park területén található a Gloucester-fa, amely egy híres tarkalevelű eukaliptusz. A látogatók felmászhatnak a fa koronájában 61 méteres magasságban elhelyezkedő kilátóba. A feljutást a fa törzsébe ütött spirál alakban felfelé menő mászóvasak segítik. A parkot és a fát Gloucester hercegéről nevezték el, aki 1946-ban meglátogatta e területet.
A fa korábban tűzfigyelő helyként szolgált, majd 1947-ben elkészült a kiépített megfigyelőhely a fa koronájában. A Gloucester-fa volt az egyike, annak a nyolc tűzmegfigyelésre használt létesítménynek, amelyek a környéken 1937 és 1952 között épültek. 
1963-ra már több, mint 3000-en mászták meg a fa koronáját, majd ezek után a hatóságok lebontották a régi megfigyelőhelyet, amelyet egy acélból és alumíniumból készített kilátóval pótoltak 1973-ban.
A park területén található a Lefroy-patak vízesése is.

## Fordítás
Ez a szócikk részben vagy egészben  a   Glocester National Park című angol Wikipédia-szócikk ezen változatának fordításán alapul.  Az eredeti cikk szerkesztőit annak laptörténete sorolja fel. Ez a jelzés csupán a megfogalmazás eredetét és a szerzői jogokat jelzi, nem szolgál a cikkben szereplő információk forrásmegjelöléseként.